# Efecte Hall quàntic fraccionat

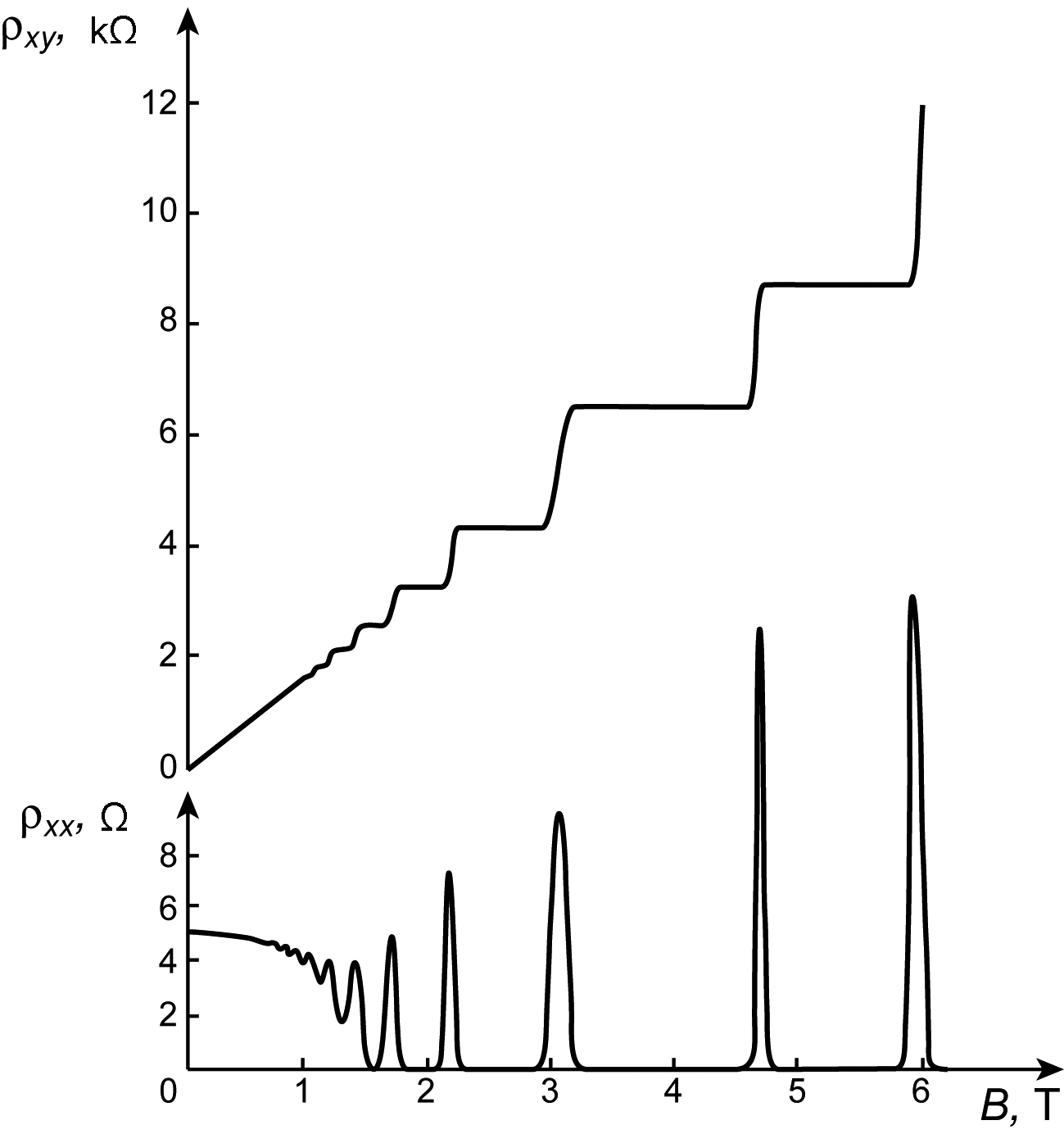
Resistència Hall i resistència elèctrica en l'efecte Hall quàntic.

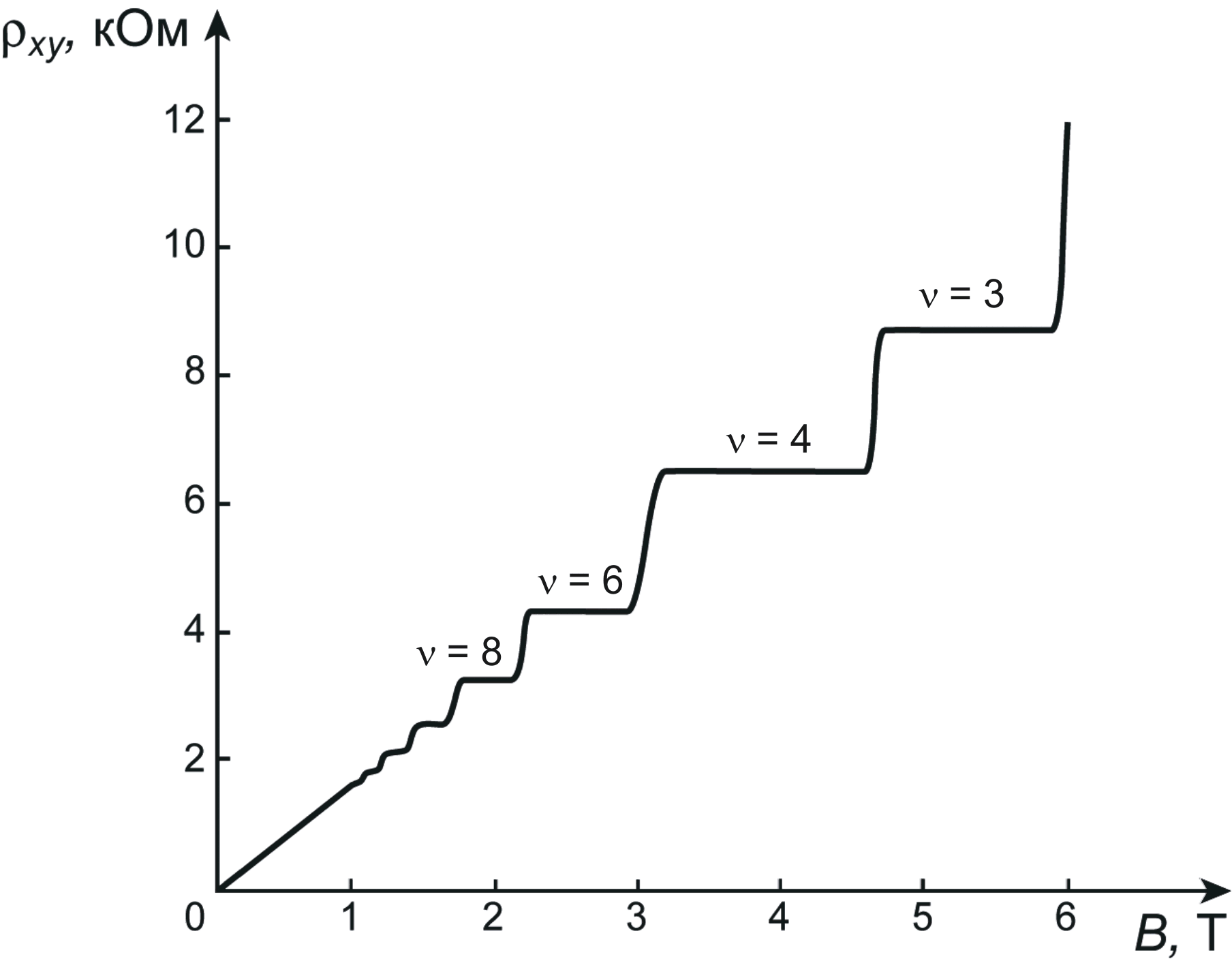
Factors de farciment QHE.

L'efecte Hall quàntic fraccionat (amb acrònim anglès FQHE) és un fenomen físic en el qual la conductància Hall dels electrons 2D mostra altiplans quantificats amb precisió a valors fraccionats de {\displaystyle e^{2}/h}. És una propietat d'un estat col·lectiu en què els electrons s'uneixen a línies de flux magnètic per fer noves quasipartícules, i les excitacions tenen una càrrega elemental fraccionada i possiblement també estadístiques fraccionades. El Premi Nobel de Física de 1998 va ser atorgat a Robert Laughlin, Horst Störmer i Daniel Tsui "pel seu descobriment d'una nova forma de fluid quàntic amb excitacions de càrrega fraccionada" L'explicació de Laughlin només s'aplica als empastaments. {\displaystyle \nu =1/m} on {\displaystyle m} és un nombre enter imparell. L'origen microscòpic del FQHE és un tema d'investigació important en la física de la matèria condensada.
L'efecte Hall quàntic fraccionat (FQHE) és un comportament col·lectiu en un sistema bidimensional d'electrons. En particulars camps magnètics, el gas d'electrons es condensa en un estat líquid notable, que és molt delicat, que requereix material d'alta qualitat amb una concentració baixa de portadors i temperatures extremadament baixes. Com en l'efecte Hall quàntic sencer, la resistència Hall experimenta certes transicions Hall quàntiques per formar una sèrie d'altiplans. Cada valor particular del camp magnètic correspon a un factor d'ompliment (la relació entre electrons i quanta de flux magnètic):
{\displaystyle \nu =p/q,\ }
on p i q són nombres enters sense factors comuns. Aquí q resulta ser un nombre senar amb l'excepció de dos factors d'ompliment 5/2 i 7/2. La sèrie principal d'aquestes fraccions són
{\displaystyle {1 \over 3},{2 \over 5},{3 \over 7},{\mbox{etc.,}}}
El FQHE va ser descobert experimentalment l'any 1982 per Daniel Tsui i Horst Störmer, en experiments realitzats amb heteroestructures d'arsenur de gal·li desenvolupades per Arthur Gossard, Tsui, Störmer i Laughlin van ser guardonats amb el Premi Nobel l'any 1998 pel seu treball.